# Талорк II
Талорк II (гэльск. Talorc mac Muircholach) — король пиктов в VI веке.

## Биография
Согласно Хронике пиктов он правил одиннадцать лет между Кэйлтрамом и Дрестом V. Существует много вариантов имени его отца в том числе Морделег, Морделет и Муртолойк.